# Saison 2016 de l'équipe cycliste GM Europa Ovini
La saison 2016 de l'équipe cycliste GM Europa Ovini est la deuxième de cette équipe.

## Coureurs et encadrement technique

### Effectif
| Cycliste            | Date de naissance | Nationalité | Équipe 2015                    |  |
| ------------------- | ----------------- | ----------- | ------------------------------ |  |
| Ivan Balykin        | 26 novembre 1990  | Russie      | RusVelo                        |  |
| Federico Borella    | 13 octobre 1989   | Italie      | Pala Fenice Franchini          |  |
| Federico Burchio    | 21 mars 1996      | Italie      | Lions                          |  |
| Andrea Di Federico  | 15 février 1995   | Italie      | Aran Cucine                    |  |
| Andrea Di Renzo     | 24 janvier 1995   | Italie      | Delio Gallina Colosio Eurofeed |  |
| Antonio Di Sante    | 25 septembre 1993 | Italie      | GM                             |  |
| Filippo Fortin      | 1er février 1989  | Italie      | GM                             |  |
| Fabrizio Galeno     | 26 mai 1997       | Italie      | Coratti-Sannio Bike            |  |
| José Márquez Romero | 20 décembre 1990  | Espagne     | Controlpack                    |  |
| Rossano Mauti       | 31 mai 1997       | Italie      | Coratti-Sannio Bike            |  |
| Luca Milano         | 3 juin 1997       | Italie      |                                |  |
| Davide Pacchiardo   | 30 mai 1990       | Italie      | Pala Fenice Franchini          |  |
| Gianmarco Rossi     | 6 mars 1997       | Italie      | Coratti-Sannio Bike            |  |
| Matteo Rotondi      | 26 septembre 1996 | Italie      | GM                             |  |
| Andrea Ruscetta     | 17 janvier 1990   | Italie      | GM                             |  |
| Andrey Sazanov      | 25 janvier 1994   | Russie      | GM                             |  |

## Bilan de la saison

### Victoires
| Date       | Course                      | Pays               | Classe | Vainqueur      |
| ---------- | --------------------------- | ------------------ | ------ | -------------- |
| 03/04/2016 | Grand Prix Adria Mobil      | Slovénie           | 1.2    | Filippo Fortin |
| 24/04/2016 | Belgrade-Banja Luka II      | Bosnie-Herzégovine | 1.2    | Filippo Fortin |
| 14/06/2016 | 1re étape du Tour de Serbie | Serbie             | 2.2    | Filippo Fortin |
| 18/06/2016 | 5e étape du Tour de Serbie  | Serbie             | 2.2    | Filippo Fortin |